# Galina Loukachenko
Galina Rodionovna Loukachenko (en biélorusse Галіна Радзівонаўна Лукашэнка, Halina Radzivonawna Loukachenka ; en russe Галина Родионовна Лукашенко), née Jelnierovitch (en biélorusse Жаўняровіч, Jawniarovitch ; en russe Желнерович) le 1er janvier 1955 à Brest (RSS de Biélorussie, URSS), est officiellement la Première dame de Biélorussie depuis 1994. Elle n'entretient toutefois plus que très peu de liens avec Alexandre Loukachenko.

## Biographie
Galina Jelnerovitch naît le 1er janvier 1955 à Brest dans la famille de Rodion Gueorguievitch Jelnerovich (1928-1983) et Elena Fedorovna Jelnerovich (1929-2019),, originaire de Sloutsk. Elle rencontre Alexandre Loukachenko, un camarade de classe alors qu'elle est scolarisée dans le village de Ryjkovitchi ; ils reçoivent un enseignement de sa mère Elena. Elle demande Alexandre Loukachenko en mariage sur les rives du fleuve Dniepr puis l'épouse en 1975, après avoir obtenu son diplôme en histoire de l'Institut pédagogique d'État de Moguilev,.
En 1994, Alexandre Loukachenko devient président de la république de Biélorussie et prend ses fonctions dans la résidence officielle. Elle ne déménage pas avec lui à Minsk, mais continue à vivre à Chklow, rue Zemlyanitchnaïa. Elle est haute responsable des services de santé de la ville.
Elle n'accompagne pas son mari lors d'événements publics et est rarement vue avec lui. Ils sont exceptionnellement vus ensemble l’année de l’élection de Loukachenko, alors qu’il est en visite d’État en Israël. Si elle et son mari sont désormais séparés, ils affirme toutefois ne pas vouloir divorcer, malgré les relations qu'il entretient avec d'autres femmes, comme son « ancien médecin personnel » et le fait qu'il n'aient pas vécu ensemble depuis des décennies,.
Elle est la mère de Dmitri et Viktor Loukachenko, les deux fils les plus âgés du président. Cependant, elle n'est pas la mère biologique de Nikolaï Loukachenko, né en 2004. 

## Sanctions
Le 15 mars 2022, Galina Loukachenko est ajoutée à la liste des sanctions du département du Trésor américain, en vertu du décret 13405. Elle est désignée comme « un haut fonctionnaire responsable ou impliqué dans des actes de corruption publique liés à la Biélorussie » par le Office of Foreign Assets Control en tant que Specially Designed National, en vertu de la loi Magnitski. Elle est également sanctionnée par le département d'État américain,,. Le 25 mars 2022, elle est sanctionnée par l'Australie. Plus tard dans l'année, Loukachenko est mise sur liste noire par la Nouvelle-Zélande et l'Ukraine. 